# Narkis Konstantinowitsch Tschupin

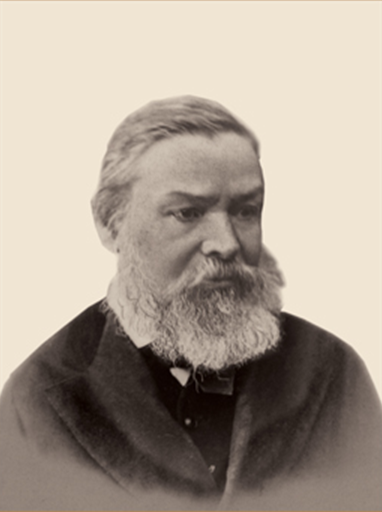
Narkis Konstantinowitsch Tschupin

Narkis Konstantinowitsch Tschupin (russisch Наркиз Константинович Чупин; * 4. Februarjul. / 16. Februar 1824greg. in Jekaterinburg; † 12. Apriljul. / 24. April 1882greg. ebenda) war ein russischer Historiker, Geologe und Hochschullehrer.

## Leben
Tschupins Vater war Auditor am Bergbaumilitärgericht des Uraler Bergbaubezirks. Tschupin besuchte die Jerkaterinburger Ujesdschule und arbeitete ab 1835 als Schreiber. 1838–1842 besuchte er das Gymnasium in Perm, an dem Pawel Iwanowitsch Melnikow einer seiner Lehrer war. 1842 begann er das Studium an der historisch-philologischen Fakultät der Universität Kasan. Ab 1845 war er außerdem Gasthörer an der naturwissenschaftlichen Fakultät der Universität Kasan. 1850 wurde er nach Verteidigung seiner Dissertation über die Geschichte und Statistik der Metallurgieindustrie Russlands Kandidat der kameralistischen Wissenschaften.
1852 trat er in die Kanzlei des Oberleiters der Bergbaubetriebe des Urals Wladimir Andrejewitsch Glinka ein. Als 1853 in Jekaterinburg die Bergbauschule eröffnet wurde, arbeitete er dort als Lehrer, Inspektor und 1862–1882 als Direktor. Daneben unterrichtete er 1861–1882 am Jekaterinburger Jungengymnasium Russisch und Latein.
1872 trat Tschupin in die von Onésime Claire gegründete Uraler Gesellschaft der Naturkundefreunde (UOLJ) ein, deren Ehrenmitglied er 1882 wurde. Er war Mitglied der Gesellschaft der Naturkundefreunde an der Universität Kasan in der Abteilung für Anthropologie und Ethnographie. Er erforschte die Geographie und Statistik des Gouvernements Perm. Er untersuchte das Leben in den sibirischen Siedlungen, deren Bewohner einen Bittbrief über die Baschkiren an die Zaren Iwan V. und Peter I. geschrieben hatten.